# Djupa andetag
A Djupa andetag című album Anni-Frid Lyngstad svéd énekesnő 5. stúdióalbuma, és 3. svéd nyelvű albuma. Az album 1996. szeptember 20-án jelent meg a Skandináv országokban az Anderson kiadónál. Az albumon lévő „Alla Mina Bästa År”, „Ögonen” és „Även En Blomma” című dalok remixei a Frida – The Mixes című albumon is megtalálhatóak.

## Áttekintés

### Visszatérés és felvételek
Frida a svéd „Det Naturliga Steget-Artister För Miljön” (Természetes lépés, művészek a környezetért) nevű szervezet elnökeként úgy gondolta, hogy egy személyesebb albumot készít, melyek elsődlegesen a természet- és a környezetvédelemmel kapcsolatos szövegeket tartalmazza. A „Kvinnor Som Springer” című dal, melyet Frida írt, Clarissa Pinkola Estes „Women who Run with the Wolves” (Nők, akik a farkasokkal futnak) című műve ihlette. Ez egyike annak a néhány dalnak, melyet karrierje során maga írt.
A felvétel idején Frida nem akart nemzetközi albumot készíteni, így svédül énekelt. Megkérte Agnetha Fältskogot, hogy működjön közre az „Alla mina bästa år” című dalban, azonban Agnetha visszautasította azt, mert tartott az ABBA újra összeállásáról szóló pletykáktól. A svéd nyelvű felvételek 1996. március 18. és augusztus 9. között zajlottak Stockholmban, több stúdióban, köztük a Polar, a Sveriges Radio Stúdió, és Cirkus stúdiókban. A svéd televízióban 1 órás műsort rögzítettek a stúdióban zajlott munkálatokról, mely a Frida - The DVD című lemezen is megtalálható, beleértve az Anders Glenmark producerrel készített interjúkat is.

## Fogadtatása
A Djupa andetag kedvező fogadtatásban részesült a kritikusok által. Az album témájára  hivatkozva Lnygstad előadásmódja pozitív hatást gyakorolt mind a kritikusokra, mind a rajongókra. Bruce Eder az AllMusic-től dicsérte Lyngstad hangját, az album tartalmát, és az énekes stílusát, mely sokkal kifejezőbb és személyesebb, mint korábban bármelyik albumán.

## Számlista
|     | Cím                                                | Szerző(k)                       | Hossz |
| --- | -------------------------------------------------- | ------------------------------- | ----- |
| 1.  | „Älska mig alltid”                                 | Anders Glenmark, Ture Rangström | 4:33  |
| 2.  | „Ögonen”                                           | Glenmark                        | 4:18  |
| 3.  | „Även en blomma”                                   | Glenmark                        | 4:36  |
| 4.  | „Sovrum”                                           | Glenmark                        | 3:47  |
| 5.  | „Hon fick som hon ville”                           | Glenmark                        | 4:36  |
| 6.  | „Alla mina bästa år” (duett Marie Fredrikssonnal.) | Glenmark                        | 4:41  |
| 7.  | „Lugna vatten”                                     | Glenmark, Leif Larson           | 3:27  |
| 8.  | „Vem kommer såra vem ikväll”                       | Glenmark, Fred Johansson        | 4:32  |
| 9.  | „Sista valsen med dig”                             | Glenmark                        | 5:29  |
| 10. | „Kvinnor som springer”                             | Anni-Frid Lyngstad              | 4:46  |

## Közreműködő előadók
- Frida – vokál, háttérvokál
- Anders Glenmark – háttérvokál, gitár, billentyűs hangszerek, basszusgitár, dobok, dobprogram
- Marie Fredriksson – ének a Alla mina bästa år című dalban
- Karin Glenmark – háttérének
- Katarina Nordström – háttérének
- Christer Jansson – dobok, ütőshangszerek
- Johan Lindström – gitár
- Jonas Isacsson – gitár és 12 húros gitár
- SNYKO – húros hangszerek

## A lemez elkészítésében közreműködtek
- Anders Glenmark – producer
- Åsa Winzell - mastering
- Lennart Östlund – hangmérnök
- Anders Hägglöf – hangmérnök
- Mia Lorentzson – hangmérnök

## Slágerlista
| Slágerlista (1996-1997)                       | Legjobb helyezések |
| --------------------------------------------- | ------------------ |
| Finnország (Musiikkituottajat Albumit Top 50) | 32                 |
| Norvégia (VG-lista Album Top 40)              | 17                 |
| Svédország (Sverigetopplistan Top 60 Albums)  | 1                  |

## Minősítések
| Ország           | Minősítés | Eladások |
| ---------------- | --------- | -------- |
| Svédország (GLF) | Arany     | 50 000   |

## Fordítás
Ez a szócikk részben vagy egészben  a   Djupa andetag című angol Wikipédia-szócikk ezen változatának fordításán alapul.  Az eredeti cikk szerkesztőit annak laptörténete sorolja fel. Ez a jelzés csupán a megfogalmazás eredetét és a szerzői jogokat jelzi, nem szolgál a cikkben szereplő információk forrásmegjelöléseként.